# Ken Scott
Ken Scott (Londres, Inglaterra, 20 de abril de 1947) es un productor e ingeniero de sonido británico conocido por ser uno de los principales ingenieros de The Beatles, así como de artistas y grupos como Elton John, Pink Floyd, Procol Harum, Mahavishnu Orchestra, Duran Duran y the Jeff Beck Group, entre otros. Como productor, Scott trabajó en discos de David Bowie (Hunky Dory, The Rise and Fall of Ziggy Stardust and the Spiders from Mars, Aladdin Sane y Pinups), Supertramp (Crime of the Century y Crisis? What Crisis?), Devo, Kansas, the Tubes y Level 42, entre otros. Scott también ha sido influyente en la evolución del jazz rock, pionero de un sonido más duro del rock, a través de su trabajo con Mahavishnu Orchestra (Birds of Fire, Visions of the Emerald Beyond y The Lost Trident Tapes), Stanley Clarke (Stanley Clarke, Journey to Love y School Days), Billy Cobham (Spectrum, Crosswinds, Total Eclipse y Shabazz) y Jeff Beck (There and Back).

## Biografía
Ken Scott nació en Londres, Inglaterra, el 20 de abril de 1947. Comenzó a trabajar en EMI Recording Studios, posteriormente rebautizados como Abbey Road Studios, el 27 de enero de 1964 con dieciséis años. Recibió el entrenamiento tradicional de EMI con el apoyo de veteranos como Malcolm Addey y Norman Smith. Su primer trabajo fue en el archivo de cintas, y seis meses despuésfue ascendido a segundo ingeniero, estrenándose en la grabación de la segunda cara del álbum de The Beatles A Hard Days Night. Entre otros artistas con los que trabajó como segundo ingeniero estuvieron  Manfred Mann, Peter and Gordon, the Hollies, Judy Garland, Johnny Mathis, Cliff Richard and the Shadows y Peter Sellers.
Después de un breve periodo de tiempo como ingeniero asistente, Scott fue ascendido a trabajos de masterización, donde pasó aproximadamente dos años masterizando gran parte de los acetatos de EMI y de los trabajos que la discográfica distribuía, incluyendo el catálogo de Motown.
En 1967, Scott fue nuevamente ascendido a ingeniero, trabajando por primera vez en el puesto con la canción de The Beatles "Your Mother Should Know". Su primera sesión de grabación orquestal tuvo lugar unos días más tarde, cuando grabó las cuerdas, los metales y el coro de la canción "I Am the Walrus". Durante su trabajo con los Beatles, Scott también trabajó en los sencillos "Lady Madonna", "Hello, Goodbye" y "Hey Jude", así como en los álbumes The Beatles y Magical Mystery Tour.
Como ingeniero de EMI, Scott también trabajó con otros artistas del grupo discográfico, incluyendo The Jeff Beck Group, Pink Floyd, the Pretty Things, Scaffold y Mary Hopkin. A finales de 1969, poco después de completar la grabación del álbum A Salty Dog de Procol Harum, abandonó EMI para trabajar en los Trident Studios, a sugerencia del productor de Elton John Gus Dudgeon.
En su trabajo en los Trident Studios, Scott volvió a trabajar con los Beatles en sus proyectos en solitario, incluyendo las canciones"Give Peace a Chance" y "Cold Turkey" de John Lennon, "It Don't Come Easy" de Ringo Starr y el álbum All Things Must Pass de George Harrison. Después de un corto espacio de tiempo se hizo cargo de la mezcla del álbum de Elton John Madman Across the Water, después de que su compañero de trabajo Robin Cable sufriese un accidente de tráfico. 
También durante este periodo volvió a trabajar con David Bowie en un proyecto con Freddie Burretti, protegido del músico. Scott tenía la intención de pasar a la producción, y Bowie dijo que estaba a punto de comenzar un nuevo álbum en el que no se sentíoa cómodo produciéndolo solo, por lo que contactó con Scott para que le ayudase a coproducir lo que al final se convirtió en Hunky Dory. Después de completar el álbum y antes de su lanzamiento, comenzó a trabajar en el siguiente disco de Bowie, The Rise and Fall of Ziggy Stardust and the Spiders from Mars. Años después, Scott también coprodujo Aladdin Sane y Pinups.
Durante su trabajo en los Trident Studios, Scott también se asoció al grupo Supertramp produciendo Crime of the Century. Aunque la mayoría de los álbumes fueron grabados de manera rutinaria en apenas dos semanas, Crime of the Century fue una de las excepciones, con una grabación de seis meses, dado que Scott y Supertramp buscaban una mayor precisión en la grabación y en las mezclas que no encontraban en la mayor parte de la música grabada hasta el momento.
Crisis? What Crisis?, el sucesor de Crime of the Century, intentó llegar a la misma altura sonora, pero estuvo sujeto a las limitaciones del calendario del grupo tras obtener una mayor repercusión comercial. El álbum fue también grabado en el estudio D de los A&M Records de Hollywood, así como en los Ramport Studios de The Who y los Scorpio Studios. Otros artistas con los que Scott trabajó en los Trident Studios incluyeron America, Harry Nilsson, Lou Reed, Rick Wakeman, The Rolling Stones, Al Kooper, y Lindisfarne.
Scott también ayudó a cambiar el sonido del género conocido como jazz rock o jazz progresivo, añadiendo un sonido más duro de rock, especialmente en la batería, en álbumes de Mahavishnu Orchestra, Billy Cobham, Stanley Clarke y Jeff Beck.
En 2000, Scott se reunió con George Harrison para trabajar en la reedición de su catálogo musical, incluyendo su álbum All Things Must Pass. Fue también responsable de organizar la librería musical de Harrison durante este periodo. En 2012, publicó Abbey Road To Ziggy Stardust, una autobiografía coescrita con Bobby Owsinski.